# Kurdisk fejring af Newroz
|  | Denne artikel omhandler den kurdiske fejring af Newroz. For hovedartiklen, se Nowruz |
Newroz (nogle gange Nawroz) refererer til fejringen af det traditionelle kurdiske nytår, Newruz, som fejres i alle egne af Kurdistan og i områder med en betydelig kurdisk diaspora.

## Baggrund
Ifølge det kurdiske sagn fejres helligdagen på grund af kurdernes befrielse fra den tyranniske assyriske konge Dahaks overherredømme. Sagnet fortæller at to slanger var vokset ud af kong Dahaks skuldre. Kongen skulle hver dag spise 10 børns hjerter for at slangerne ikke skulle bide ham. Folket fik nok af kongen, og en smed ved navn Kawa (kurdisk: Kawai Asingêr) samlede folket til oprør. Han sagde at man skulle gemme sine børn i bjergene indtil opstanden var overstået. Dahak blev afsat, men da man ville hente sine børn i bjergene, var de forsvundet. Sagnet siger at de forsvundne børn blev forfædrene til det kurdiske folk.
Fejringen af newroz falder sammen med forårsjævndøgnet, som finder sted den 21. marts. Festen afholdes sædvanligt mellem den 18. og den 24. marts. Newroz har på grund af de tyrkiske og syriske staters forfølgelse af den kurdiske minoritet og dens kultur i øjeblikket stor politisk betydning for kurderne i Nordkurdistan (Tyrkiet) og Vestkurdistan (Syrien), mens den for kurderne i Sydkurdistan (Irak) og Østkurdistan (Iran) fejres på en mere traditionel måde. Folk samles for at byde forårets ankomst velkommen iklædt farverigt tøj, mens man flager med grønne, gule og røde flag, det kurdiske folks farver.
Den kurdiske hilsen som følger med til festivalen er Newroz pîroz be!, som betyder Glædelig Newroz!. Andre hilsener som bliver brugt er Bijî Newroz!, som betyder Længe leve Newroz!.
Newroz TV er også navnet på en kurdisk tv-kanal, som begyndte at sende 21. marts 2007.

## Lovlighed i Tyrkiet
Fejringen af newroz var, på trods af at landet har den største kurdiske befolkning, i Tyrkiet ulovlig indtil 1995. Det tyrkiske styres forfølgelse af kurderne har været med til at gøre newroz til en politisk kampdag for tyrkiske kurdere. Newroz er dog i dag en officiel helligdag i Tyrkiet efter at internationalt pres på den tyrkiske regering medførte ophævelsen af dele af landets etnocentriske og racistiske lovgivning der også har været rettet mod andre minoriteter, blandt andet armenere.

## Newroz i kurdisk litteratur
Newroz har været omtalt i mange kurdiske digters og forfatters værker. En af Newroz' ældste dokumenter i kurdisk litteratur er fra Melayê Cizîrî (1570-1640).
Uden lyset og kærlighedens ild,
Uden designeren og skaberens styrke,
Kan vi ikke nå harmonien,
(Lys er til os, og mørke er natten)
Denne ild hober og vasker hjertet,
Mit hjerte længes efter det.
Her kommer Newroz og nytåret,
Et lys rejser sig

## Eksterne Henvisninger
- Wikimedia Commons har flere filer relateret til Kurdisk fejring af Newroz
- Kawa og Newroz' historie af Mark Campbell Arkiveret 29. oktober 2007 hos  Wayback Machine (engelsk)

| Festival | Spire Denne artikel om festivaler og mærkedage er en spire som bør udbygges. Du er velkommen til at hjælpe Wikipedia ved at udvide den. |